# 那須烏山市
那須烏山市（日语：／ Nasukarasuyama shi */?）是日本的一市。位于栃木縣東部。人口約3萬人，是栃木縣東部地區的政治、經濟、行政的據點都市。設立于2005年（平成17年）10月1日，由那須郡烏山町與同郡南那須町 新設合併成立。